# حازم حربا
حازم حربا (عربی: حازم حربا؛ زادهٔ ۱۹۷۰) بازیکن فوتبال اهل سوریه بود..
از باشگاه‌هایی که در آن بازی کرده‌است می‌توان به باشگاه ورزشی الحریه اشاره کرد.
وی همچنین در تیم‌های ملی فوتبال زیر ۲۰ سال سوریه و سوریه بازی کرده‌است.